# Nepenthes merrilliana
Nepenthes merrilliana är en tvåhjärtbladig växtart som beskrevs av Macfarl. Nepenthes merrilliana ingår i släktet Nepenthes och familjen Nepenthaceae. Inga underarter finns listade i Catalogue of Life.

## Bildgalleri

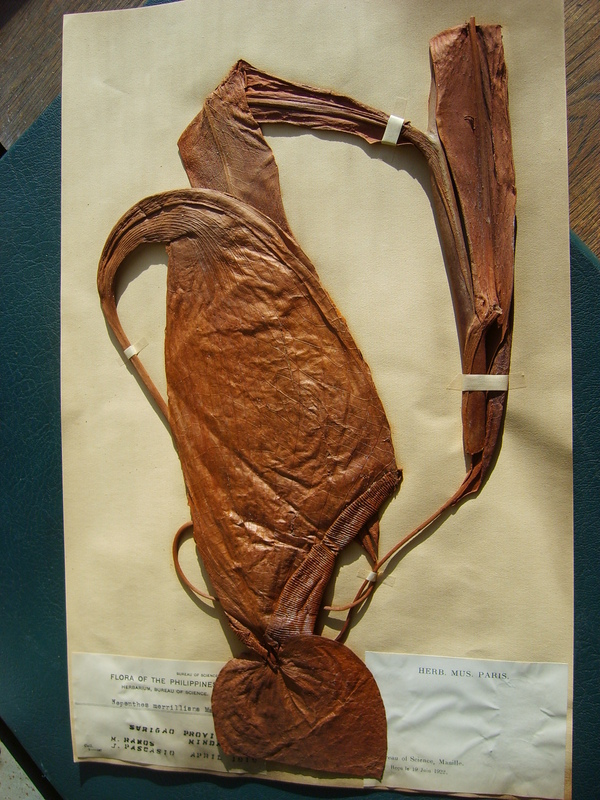
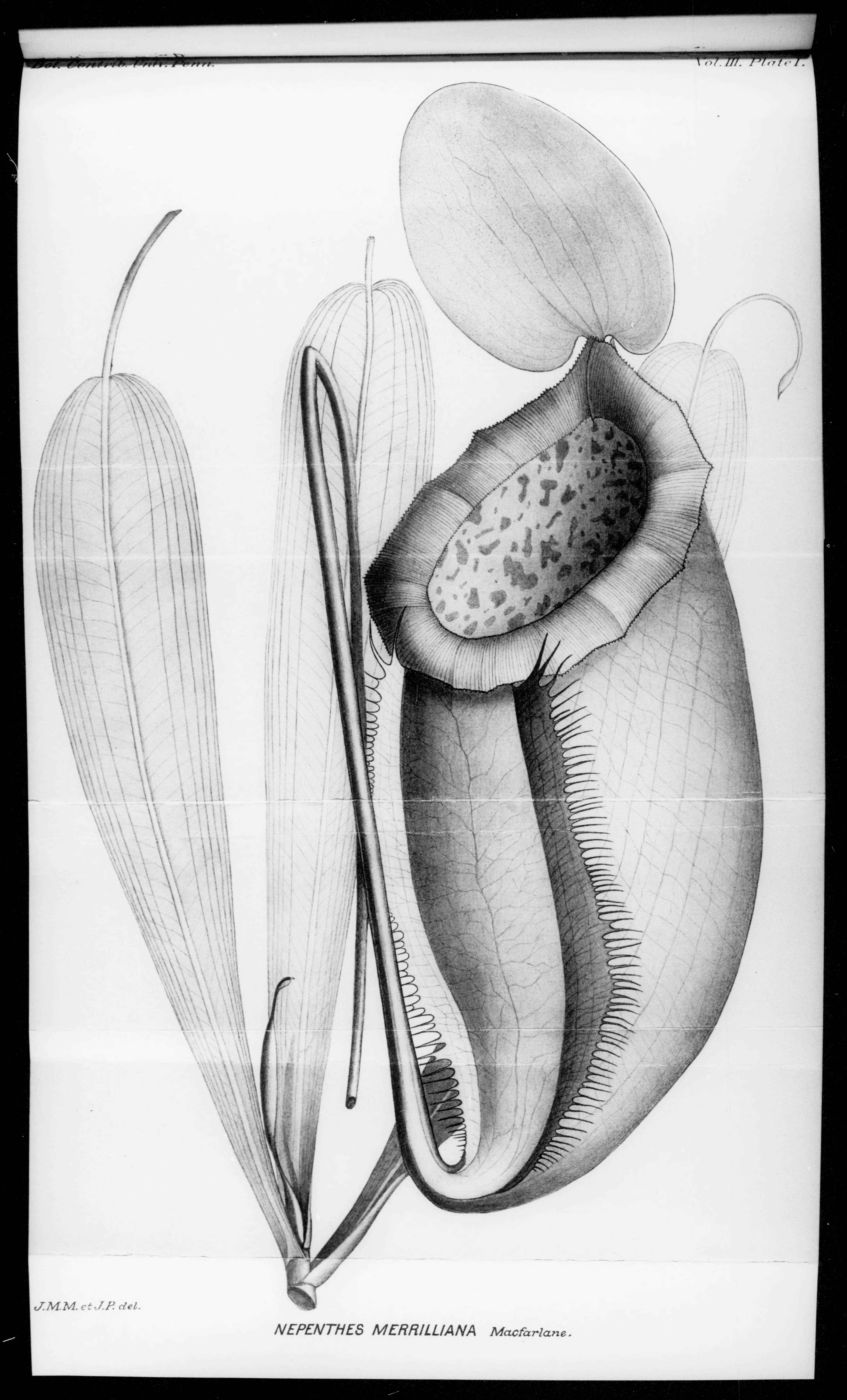